# おんな太閤記
『おんな太閤記』（おんなたいこうき）はNHKが1981年1月11日から12月20日まで放映した大河ドラマ第19作。主演は佐久間良子。全50回が放送され、豊臣秀吉の正室・ねね（北政所）の視点で戦国時代から江戸時代初期（大坂の陣）までを描く。
原作の橋田壽賀子が大河ドラマの脚本を担当するのは、本作が初めてであった。

## 企画・制作
プロデューサーの澁谷康生は秀吉が描かれた大河ドラマを企画する際、『太閤記』との差別化のため秀吉の妻ねねを主人公とした『おんな太閤記』のタイトルを発案し、監修に戦国時代史研究の第一人者であった桑田忠親を迎え、考証と物語作りを進めたという。
澁谷が上層部に脚本家の提案を出しても蹴られ続け、その矢先に橋田の名を示されたことから、澁谷は橋田の起用は上層部で先に決めていたのではないかと述べている。この措置に立腹した澁谷は橋田との初対面でドラマの構想を書いた紙を見せ、橋田は自分の存在をないがしろにされたと感じて「大喧嘩」になったが、橋田が納得して以後は澁谷と良好な関係になった。橋田は澁谷の「女や子供が平和に暮らせるような社会を作りたい」という「反戦」のテーマに共感し、合戦よりも家庭の場面を中心とした戦国ドラマとなる。
橋田脚本の特徴としては、ト書きが少なく長いセリフを言わせるスタイルだったため、映像を現場でかなり自由に作ることができた。その一方、橋田は執筆に際して歴史の勉強には取り組む姿勢がなく、狭い現代家屋の感覚で城内を移動させるような描写があり、その点の修正には苦労したという。
秀吉をめぐる女性としては豊臣秀頼の生母である側室・淀殿がよく知られ、北政所（高台院）の存在は影に隠れがちであった。高台院の俗名は、従来の大河ドラマ同様「ねね」としている。ねねのほか、秀吉の母・なか（大政所）、弟・豊臣秀長、姉・とも（瑞龍院日秀）、妹・朝日姫をはじめ、木下－羽柴－豊臣家や浅野家など秀吉・ねね周辺の人々についても詳細に取り上げた点が特徴的である。中でも秀長（小一郎）が最重要キャラクターとして本格的に登場したのは大河ドラマ史上初めてであり、彼の活躍ぶりが描かれる作品はその後、1996年の『秀吉』まで現れない。秀長の妻・智雲院がレギュラー登場する大河ドラマは本作のみであり、2人の出会いや結婚にまつわるストーリーが詳しく描かれた映像作品は本作以外に存在しない。
キャスティングは秀吉に西田敏行、ねねに佐久間良子が起用された。澁谷は実生活では「ひょうきん」な佐久間の性格を買い、人柄のよい西田と「コンビを組んだら面白い」という点で決めたと述べている。
なお、本作の放送年でもある1981年の最初の日曜日は、正月3が日に該当しない1月4日だったが本作は1月4日を避けてその1週間後にあたる1月11日に放送を開始し、1月11日に放送を開始した大河ドラマの作品は、本作とその23年後に放送された2004年の『新選組!』の2作品のみである。

## 反響
女性の視点からの戦国時代の描写は、従来の男性を中心とした戦国時代のファン層のほか主婦層にも幅広い支持を得て、平均視聴率31.8%（2009年現在、歴代5位）、最高視聴率36.8%を記録した（ビデオリサーチ調べ・関東地区）。劇中で西田が扮する秀吉（藤吉郎）が、ねねを呼ぶ際に用いた二人称「おかか」はこの年の流行語になっている。
昭和50年代の大河ドラマは各作品とも20%から30%台の比較的高い視聴率を誇るが、本作が記録した平均視聴率31.8%と最高視聴率36.8%は特に高い。NHK衛星第2テレビジョンでは、最も早く全50回が再放送された。

## あらすじ
永禄3年、ねねは桶狭間の戦いで負傷した父親を見舞いに来た木下藤吉郎（のちの豊臣秀吉）と親しくなり、やがて結婚する。藤吉郎の主君織田信長は猛烈な勢いで天下取りの道を驀進していき、その勢いに乗って藤吉郎も出世を重ねていく。ねねは目まぐるしく変化していく周囲の状況に戸惑いながらも必死に藤吉郎を支えていく。やがて藤吉郎は「羽柴秀吉」と改名、一国一城の主となる。
秀吉の出世は彼の親族やねねの親族にも大きな変化をもたらした。秀吉の弟の小一郎（のちの豊臣秀長）や姉ともの夫弥助（のちの三好吉房）、妹あさひの夫嘉助（のちの副田甚兵衛）は武士に取りたてられ、ねねの妹ややの夫浅野弥兵衛（のちの浅野長政）、ねねの伯父杉原家次も秀吉の側近として出仕する事になる。一方秀吉の母なかはあくまで百姓である事にこだわり一線を引いていたが、結局は秀吉・ねね夫妻と共に暮らすようになる。
ねねは子宝に恵まれず、秀吉は側室を設けていく。それはねねのプライドを傷つけ苦しめるものであったが、信長からのねぎらいもあって気を取り直す。秀吉もそんなねねに配慮し、僚友前田利家の娘豪姫を養女に貰い受け、ねねに育てさせた。
天正10年、信長は本能寺の変で明智光秀の謀反によって斃れる。秀吉は光秀を滅ぼし信長の後継者として名乗りを上げる。宿敵徳川家康には悩まされるものの、それ以外の後継者争いには勝利し、居城・大坂城を築城、天下人への道を歩んでいく。しかしねねは次第に冷酷な権力者へと変貌していく夫の姿に不安を覚えていた。一方でねねは一族の子弟たちを懸命に育て、多くの女性たちの立場を守るべく気を配った。
秀吉は天下を統一し関白に上り詰めたが、海を渡り明国を従えるという野望を持つ。信長の姪である茶々こと淀殿が秀吉の子・鶴松を産むとねねは大坂城を譲り聚楽第に移る。しかし秀吉の弟秀長、鶴松があいついで病死。秀吉は甥の秀次に関白を譲り太閤になると朝鮮に攻めいる。なかが亡くなり、淀殿が拾を出産。秀吉は戦いを取り止め拾を溺愛するが、秀次は切腹させられる。明国の使者に怒った秀吉は再び朝鮮に出兵する。
慶長3年、秀吉が死去。徳川家康と石田三成が対立し、関ケ原の戦いで家康が天下を手中にする。ねねは出家し、京都の高台寺に隠居する。
慶長16年3月、秀頼が上洛し家康と和解。だが家康は豊臣家を滅ぼすため、無理難題を出し、大坂城を攻める。ねねは豊臣を守るため淀殿に大坂城を明け渡すよう説得するが聞き入れられず、大坂の陣で大坂城は落城し豊臣家は滅びる。ねねは炎上する大坂城に手を合わせ、秀吉と歩んだ人生に思いを馳せるのだった。

## オープニング
オープニング映像は、黒地に豊臣秀吉愛用の能面（雪の小面）をさまざまな角度から映した画面と、風にうねる黄金の稲田を交互に映し出したものである。クレジット（キャスト・スタッフ表示）は縦書き。
テーマ音楽は坂田晃一の作曲によるものである。後に坂田は、同じく橋田が脚本を手がけた『いのち』（1986年放映）、『春日局』（1989年放映）でもテーマ音楽の作曲を担当することになる。

## 登場人物

### 豊臣家
ねね
演：佐久間良子
浅野又右衛門の娘で、秀吉の正室・北政所(きたのまんどころ）。秀吉からは「おかか」、なかからは「ねねさ」、小一郎からは「姉様（あねさま）」と呼ばれている。秀吉が関白となってからは「政所様（まんどころさま）」と呼ばれ、鶴松からは「まんかか様」と呼ばれる。
「秀吉殿のおかかの務め」が口癖で、普段は内助の功に徹しているが、ここぞという時には秀吉に対して一歩も引かない芯の強さを持っている。序盤では秀吉の大胆な行動に肝を冷やすことが多かったが、回を重ねるにつれ肝が据わってきた。家中の人間関係に腐心したり、秀吉の女癖の悪さや唯我独尊的な行いに何度も秀吉と衝突したりと苦悩することが多く、人間的に包容力のある女性として描かれている。また夫が出世を繰り返し「城主の妻」「関白の妻」となった際は、環境の変化に順応できず戸惑うなど、貧乏性が身に付いている面がある。大の戦さ嫌いではあるが本能寺の変直後の混乱の際、正当防衛とはいえ浅井の残党の野武士を刺殺した事があり、心に深いトラウマを負った。
子宝には恵まれなかったが大の子供好きであり、親戚・養子・人質・側室の子などの区別をせずどのような立場の子供にも分け隔てなく愛情を注いだ。また、弱い立場にある女性の擁護にも熱心で、しの・ふくなどを救った。
秀吉在命時は豊臣家のことを大事に考えていたが、秀吉死後に豊臣家臣団同士の対立と信長の姪（信長の妹・市の娘）の淀殿との溝が深まるにつれ、豊臣家は秀吉殿と私が築き上げたものと考え、大坂城を去って京都の三本木で隠棲する。隠棲後は豊臣家では天下を治めるのは困難と考えるようになり、実力者・徳川家康に泰平の世への悲願を託す。やがて出家し高台院（こうだいいん）と称し高台寺で過ごす。物語はねねが炎上する大坂城を見届け、背を向けて去っていくところで締めくくられた。
豊臣秀吉（とよとみ ひでよし）
（木下藤吉郎→木下秀吉→羽柴秀吉→豊臣秀吉）
演：西田敏行
ねねの夫。武家官位は筑前守、後に関白太政大臣に至る。関白職を秀次に譲ってからは太閤を称する。尊称は殿下（でんか）。「猿（さる）」とあだ名される。ねねからは「御前様（おまえさま）」、小一郎からは「兄者（あにじゃ）」と呼ばれる。
農民の倅から天下統一を成し遂げる。ねねとは何度も衝突するが、内心ではとても頼りにし「日本一のおかか」と思っている。若い頃からお市に憧れているが全く相手にされず、万福丸処刑後は徹底的に嫌われるものの諦めきれずにおり、後にお市の遺児である茶々を側室にする動機にもなっている。長浜在住時までは明るく、殺生嫌いの面が強調されていたが、大坂に移住したあたりから非情な権力亡者の顔が見え始める。身内に対しては大切にしたい一方で、厳しく対応しなければ天下に示しが付かないという葛藤に晩年は苦しむ。死後はねねの前に霊魂として登場初期の若々しい姿で（最終回の終盤のみ壮年期の姿だった）たびたび現れてねねを励ます。
西田はこのドラマより30年後に放送された『戦国疾風伝 二人の軍師 秀吉に天下を獲らせた男たち』（テレビ東京、新春ワイド時代劇）でも、秀吉役を演じている。
なか
演：赤木春恵
秀吉の母で、ねねと区別するため秀吉から「おっかさま」と呼ばれている。のちに関白の母として大政所（おおまんどころ）と称せられる。百姓に誇りを持っていて侍嫌い。秀吉の築いた城を見物するため長浜に来るまでは秀吉と共に暮らそうとしなかった。秀吉をずっと「藤吉郎」と呼んだり、「たわけ！」と叱り飛ばしたり呆れ返るシーンが多いが、内心は秀吉のことを愛しんでおり、幼少時の秀吉をまともに育ててやれなかった事に負い目を感じてもいる。それゆえ、自分が人質であるという裏の意味を察した上で岡崎城へあさひを見舞ったりするなど、秀吉のために協力することがある。ねねとの関係は良好で常に彼女の味方であり、ねねが松寿丸を匿った際には協力を惜しまなかった。一方茶々の事は信頼しておらず、鶴松を懐妊した時も「誰の子か分らぬ」と疑っていたが、実際に鶴松に接すると孫としてかわいがった。
秀吉の朝鮮出兵には終始反対で、それに関する愚痴を述べているうちに倒れ、秀吉のことを「たわけ」とうわ言で呟きながら亡くなる。皮肉なことに報せを受けた秀吉が名護屋城をたった時には既に亡くなっていた。
豊臣秀長（とよとみ ひでなが）
（小一郎→羽柴秀長→豊臣秀長）
演：中村雅俊
秀吉の弟。官位は従二位権大納言に至る。通称は大和大納言（やまとだいなごん）。秀吉を一途に支えるねねを「姉様（あねさま）」と呼び、終生敬った。母のなかからは出世後も「小一郎」と呼ばれ続ける。軍事面、政務面で手腕を発揮する。ねねやなかとともに暴走癖のある秀吉に対するブレーキ役であり、秀吉とはたびたび衝突するも強力な信頼関係で結ばれている。
多忙による過労で体調を崩し、兄よりも先に亡くなる。人間関係の調整能力に長けた秀長の死後、豊臣家の家中はギクシャクしたものへと向かっていく。なお、この作品では秀吉の同父弟という説を採用している。あさひは秀吉の同父妹として描かれている。
しの
演：田中好子
元は播磨の百姓の娘だったが、播磨攻めで来た秀長と出会い、結婚を申し込まれる。一度は「秀長には武将のおかか（正室）にふさわしい身分の娘を」と考える秀吉の猛反対に押し切られて播磨へ戻り、別所長治率いる三木城の女中となるが、秀吉の城攻めにより落城すると、秀長と運命的な再会を果たす。兵糧攻めの影響で失明しており、秀長の誘いを振り切ろうとするがその熱い思いに負け、受け入れる。ねねの機転で秀吉の猛反対も振り切り、めでたく夫婦となる。秀長の死後は播磨に帰り、彼の菩提を弔う形で物語から姿を消す。
とも
（とも→日秀尼）
演：長山藍子
秀吉の姉で弥助の妻。兄弟姉妹の中では唯一子宝に恵まれる。早くに口減らしで嫁に出されたが長く子ができず舅姑と折り合いが悪く辛い家を出たさに弥助が侍になるように秀吉に頼む。また、戦嫌いがほとんどの秀吉家中の中で、夫や一門の出世を強く願う唯一の人物だが、全面的に戦を肯定しているわけではなかった。秀次や秀勝を秀吉の養子に出すなど、秀吉に負けず劣らずの親バカぶりが見られる。その反動からか、実の子に対する秀吉の行いに対し徐々に不信感を増幅させ、秀次の死後は出家して秀吉の元を離れる。ねねとは同居していた岐阜時代などは義姉妹のいざこざもあったが晩年は和解し秀吉の死後は高台寺でともに暮らす。最終回では大坂夏の陣で豊臣家が滅亡の瀬戸際にあるのに対し、「秀吉が出世などしなかったら」と嘆くねねに、「誰かがこの国を統一しなければ、乱世は終わらない。秀吉はそれを成し遂げた」と述べて慰めた。
三好吉房（みよし よしふさ）
（弥助→三好吉房→一路）
演：宗近晴見
ともの夫。武家官位は武蔵守。元々百姓で侍になることには消極的だったが、ともの一押しで侍になり、秀吉に仕える。特別な手柄を立てることこそなかったが人の悪口を言わない温厚な性格で、常に秀吉を立てることを忘れない。親バカぶりが暴走しがちなとものブレーキ役でもある。秀次事件の余波を受けて讃岐に配流、自らは出家。そのまま物語から姿を消した。
あさひ
（きい→あさひ）
演：泉ピン子
秀吉の妹。常に明るく天真爛漫な性格で、義姉となったねねを慕う。後に秀吉配下となる嘉助(副田甚兵衛)の妻となったが、秀吉によって強制的に離縁させられ、徳川家康の正室となる。家康からは慈しまれ、なかが病に倒れたの機に家康の配慮により大坂へ返される。だが甚兵衛のことが忘れられず、猿楽一座に入っていた甚兵衛と駿府と京都で遭遇し、遂には身分を隠して何度も会いに行くようになる。そして甚兵衛が一座とともに去った後、一座の跡地で嘆き悲しんでいるうちに雪の中で倒れ、その無理がたたって病死してしまう。
副田甚兵衛（そえだ じんべえ）
（嘉助→副田甚兵衛）
演：せんだみつお
あさひの夫。侍に憧れ、あさひやねねの反対を押し切って秀吉に懇願し、家臣の一人となった。義兄の弥助よりかは武士としての才覚があり、重用な役目を任される事もある。あさひを徳川家康に嫁がせるため秀吉に離縁を迫られ、豊臣家にひと騒動起こっている中出奔し、その後猿楽一座に加わりあさひと何度か顔を合わせる。あさひ死去の際は、雪の降る中あさひの葬列を身をひそめて遠くから見守り、生まれ変わったらまた一緒になろう、また一緒に百姓をやろう、と言って涙する。秀吉の死後ねねの元を訪れ、高台寺にてねねに仕える。最終回の最終盤では大坂城の天守に火の手があがっていることを高台院と日秀に知らせに来る。大坂城の様子を見ようと屋外に飛び出した高台院を追いかけようとするが、「1人にしてやるように」と日秀に制止される。

#### 浅野家
やや
演：浅茅陽子
ねねの妹。当初から秀吉のことを嫌っており、ねねと秀吉の結婚に大反対し、その後も秀吉の所業にたびたび批判的な意見を述べる。性格は姉ねねと正反対で、思ったことをストレートに口に出すことが多い。夫の長政との夫婦仲は良好で、長政が秀吉の家臣として出世していく事には素直に喜んでいる。ねねとは違って子宝に恵まれ、ねねに羨ましがられた。
秀次事件で息子の幸長が連座させられ、再び秀吉への嫌悪感を露わにする。
長政の死後に出家し長生院（ちょうせいいん）と称する。豊臣と徳川の手切れが間近である事をねねに知らせる。
浅野長政（あさの ながまさ）
（浅野弥兵衛→浅野長政）
演：尾藤イサオ
ややの夫で又右衛門の養子。秀吉の補佐役として秀長につぐ働きをみせる。秀吉が関白となった後も豊臣政権の重臣として活躍する。
秀吉によって五奉行の一人に選ばれるが、同僚である石田三成との折り合いが悪く、この事が長政自身のその後の身の振り方にも影響を与えるようになる。
秀吉死後は家康を支持、関ヶ原の戦いでも家康率いる東軍に参加した。
浅野幸長（あさの よしなが）
演：藤堂新二
長政とややの子でねねの甥。有能な武将だがそれゆえに三成ら吏僚派から警戒される。
秀次事件で連座させられ粛清の対象とされたがねね・利家の助命嘆願により赦される。秀吉死後は父長政と共に家康を支持する。
又右衛門（またえもん）
演：久米明
ねねの養父。元々は足軽組頭として秀吉の同僚で先輩に当たる。成り上がりで譜代や親戚が乏しい秀吉によって一門衆の長老として遇せられる。本能寺の変が勃発するとねね達と共に避難するが、光秀討伐の為に秀吉が進軍しているとのみつの知らせに興奮し「自分ももう少し若ければ」と悔しがる。
こい
演：三條美紀
ねねの養母。姉はねねの母・朝日殿。

#### 秀吉の側室たち
淀殿（よどどの）
（茶々→淀殿）
演：志喜屋文→池上季実子
秀吉の側室。於次秀勝と恋に落ちるが死別してしまう。人格者のねねとの対比から、わがままで気位が高いという典型的な淀殿のイメージが明瞭に描かれ、羽柴家に引き取られた際に妹たちと違い秀吉夫妻の厚意を素直に受け取らず、「自分たちは人質同然」と卑下したり、嫁ぎ先を考えようとするねねに反発したりしていた。嫁入りを拒否しているうちに秀吉との関係が縮まり、彼の子を産んだことで権勢をふるうようになる。龍子、やや、まつなど、ねねに近しい面々は彼女が権力を握ることを懸念していた。また、なか、あさひからは「淀の者（よどのもの）」と呼ばれ警戒されていた。
秀吉の死後は徳川家康に天下を託すべきだというねねと対立。ねねを「もはや豊臣家の人間ではなくなった」とみなし、より冷淡な態度をとるようになるが、大坂夏の陣開戦の際はねねに自らの敗北を認め、達観した言動を見せていた。
龍子（たつこ）
演：松原智恵子
秀吉の側室・松の丸殿（まつのまるどの、京極殿）。本能寺の変の折に長浜城を奪い、後に初の夫となる京極高次の姉。明智光秀に味方して長浜城を奪った弟・高次の宥免を求めて秀吉に直訴し、その際に見せた気迫と凛とした美貌が秀吉に気に入られ側室となる。淀殿につぐ寵愛を受け、それ故、醍醐の花見の際にはねねの次に杯を受ける順序について淀と争いを起こす（第45回）。淀殿とは違い、常にねねを立てており、醍醐の花見の争いもねねを蔑ろにする淀殿への義憤があってのことであった。
千種（ちぐさ）
演：沢田雅美
秀吉の側室・南殿（みなみどの）。秀勝の母。没落した公家の娘で、秀吉とは京で知り合い長浜城にやってきた。ねねにはずっと反抗的な態度をみせていたが、ねねが重病の秀勝のために口移しで薬湯を飲ませるのを見てからは態度が変わり、秀勝の死後、長浜を去って行った。
ふく
演：倉野章子
宇喜多直家の妻。宇喜多家および息子の秀家を守るため、家臣から秀吉の側室になることを強要されるがねねの助言に従って出家して操を守り、以後は夫の菩提を弔う。
まあ
演：石井めぐみ
通称加賀殿（かがどの）。利家の娘。柴田勝家の元へ人質となり、佐久間十蔵と婚約する。十蔵が戦死した後は人質として秀吉の元へ送られ、そのまま秀吉の側室となる。これにはさすがのねねも不快感を露わにした。
三の丸
（つる→側女たち→三の丸）
演：山元恵子
秀吉の側室。信長の六女。
とら
（とら→側女たち）
演：安田町子
秀吉の側室・三条局（さんじょうのつぼね）。蒲生賢秀の女。
ゆう
（ゆう→側女たち）
演：鰐石鈴子
秀吉の側室・南局（みなみのつぼね、実名は茜）。山名豊国の女。
えん
（えん→側女たち）
演：大塚邦子
秀吉の側室・姫路殿（ひめじどの）。織田信包の女。

#### 秀吉の子
鶴松（つるまつ）
演：富塚大介
秀吉の第二子。母は淀殿。秀吉は「世継ぎができた」と喜んでいたが、なかは「誰の子か分らぬ」と疑っていた。幼くして病死し、秀吉を落胆させた。
豊臣秀頼（とよとみ ひでより）
（お拾→秀頼→豊臣秀頼）
演：高山幸久→千葉貴之→早川勝也→井上純一
秀吉の第三子。母は淀殿。秀吉の死後豊臣家の家督を継ぐ。官位は右大臣に至る。
千姫との夫婦仲は良好だった。豊臣家の誇りの為、あえて徳川家と戦う。
千姫（せんひめ）
演：山岸あき子→高見知佳
秀頼の正室。父は徳川秀忠。母は小督。
大坂落城の直前、淀殿に城からの退去を命じられる。その際に母の小督への「淀は思うように生きた」との伝言を託される。
於次秀勝（おつぎ ひでかつ）
（於次丸→於次秀勝）
演：吉田友紀→草見潤平
秀吉の養子。父は織田信長。実子秀勝に先立たれて世継ぎのいない秀吉・ねね夫妻が信長に願い出て養嗣子とした。身分の低い側室の子として産まれ恵まれない環境で育ったため愛に飢えており、ねねに早くなついた。本能寺の変で死去した実父信長の葬儀が秀吉の主催で大徳寺で挙行された際には喪主を務めた。従姉妹の茶々と相思相愛の仲となるが病弱であり、若くして亡くなる。
秀勝（ひでかつ）
演：橘慎之介
秀吉の第一子。母は千種。秀吉が京都で奉行をしていた頃に儲けた最初の実子。秀吉が大名に出世すると生母の千種と共に長浜城に迎えられ羽柴家の世継ぎとされるが、幼くして病死する。
豊臣秀康（とよとみ ひでやす）
（於義伊→豊臣秀康）
演：安田良智→深見博之
秀吉の養子。父は徳川家康。秀忠の異母兄。秀吉の要求を呑んだ家康により人質に出される。しかしねねに大事に育てられ、養父秀吉と実父家康の名から一字づつ取った「秀康」の名を名乗る事となる。
豪姫（ごうひめ）
（豪→豪姫）
演：金子曜子→高梨路子→岩崎良美
秀吉の養女。父は前田利家。母はまつ。子宝に恵まれずに悩むねねを見かねた利家夫妻の配慮によって生後すぐに養女となり、ねねによって大切に育てられる。しばらくは利家夫妻が実の両親とは知らずにおり、利家夫妻の方も何も言わなかった。後に宇喜多秀家の正室となる。
豊臣秀次（とよとみ ひでつぐ）
（孫七郎→三次秀次→羽柴秀次→豊臣秀次）
演：宮澤公栄→井浦秀智→松本秀人→広岡瞬
秀吉の養子。母は秀吉の姉・とも。小吉秀勝と秀保の兄。子宝に恵まれない秀吉の後継者になるかもしれない、と期待したともによって英才教育を施された。小牧・長久手の戦いで家康相手に惨敗し秀吉の信頼を落とすが、実子鶴松を喪った秀吉の後継者として関白になる。秀頼誕生でその立場が危うくなり、謀反の罪を着せられて高野山で切腹する。
小吉秀勝（こきち ひでかつ）
（小吉→小吉秀勝）
演：内田直弘→橋満耕司→古川武生→竹村晴彦
秀吉の養子。母は秀吉の姉・とも。秀次の弟で秀保の兄。小督の二度目の夫。
秀保（ひでやす）
演：廣貴久→中越司
秀長の養子。母は秀吉の姉・とも。秀次と小吉秀勝の弟。

#### 木下家
木下家定（きのした いえさだ）
演：小林一三
ねねの兄。大名に出世した秀吉に招かれ、羽柴家家臣としてねねを支える。勝俊・秀秋の実父。
はる
演：八木昌子
家定の妻でねねの従姉妹。勝俊・秀秋の実母。
杉原家次（すぎわら いえつぐ）
演：戸浦六宏
ねねの実母の兄、伯父。大名に出世した秀吉に招かれ、草創期の羽柴家家老としてねねを支える。
有能な実務家だが、やや心配性な性格。秀吉の関白任官後ほどなく亡くなった事が語られる。
木下勝俊（きのした かつとし）
演：大和田伸也
ねねの甥で小早川秀秋の実兄。関ヶ原の戦いではねねの身を案じ、伏見城を出て三本木のねねの屋敷を警護する。「毛利には実力があるが野心はない。三成には野心はあるが実力がない」と評し、実力・野心ともに備わった家康こそ天下人にふさわしいと考えていた。戦いの後領地を没収される。ノイローゼになった秀秋の元にねねとともに訪れる。
小早川秀秋（こばやかわ ひであき）
（羽柴秀俊→小早川秀秋）
演：斎藤優一→松野達也→大和田獏
ねねの甥で木下勝俊の実弟。関ヶ原の合戦では当初西軍につくも、兄・勝俊やねね、さらには実父家定の勧めを受け、東軍に寝返る。しかし、自分の寝返りで勝敗が決したことに驚き、さらに豪姫（西軍についた宇喜多秀家の妻。なお、戦後秀家の所領は秀秋に与えられた）の「裏切り者が憎い」という発言を聞き罪悪感に苛まれてノイローゼ状態に陥り、乱心したまま二年後に病没した。

### 豊臣家臣
蜂須賀小六（はちすか ころく）
演：前田吟
尾張の土豪。斎藤龍興へ寝返ろうとするが、秀吉の熱意と秀吉を信じるねねに惚れ込み、織田家に臣従、秀吉の家臣となる。豪放磊落で時に信長への罵詈雑言を平気で口にする。また、秀吉の立場を慮り、浅井長政、お市の方の嫡男万福丸を処刑するなど自分の手を汚すことも辞さない。秀吉の出世に伴い羽柴家重臣として茶の湯にも参加させられるが、堅苦しい所作が苦手なので閉口気味である。秀吉が天下掌握後病床に臥し、秀吉、ねね夫妻の見舞いを受けて病没した。
又十郎（またじゅうろう）
（蜂須賀又十郎→又十郎）
演：河原裕昌
小六の弟。当初は兄の小六が秀吉の家臣となる事に反対していたが、後に兄と共に家臣となり古参の家臣として秀吉とねねを支える。
石田三成（いしだ みつなり）
（佐吉→石田三成）
演：宅麻伸（少年期：坂上忍）
秀吉が長浜城主となってから召し抱えた近江出身の小姓。有能な実務官僚として頭角を現し、豊臣政権成立後は重臣として権勢を振るう。尾張出身の清正や正則とは仲が悪い。同じ近江出身の茶々と近く、茶々派のリーダー的存在と見做される。秀吉死後は政権の主導権を巡って家康と争う。
小寺官兵衛（こでら かんべえ）
演：菅野忠彦
播磨出身の武将で、秀吉の軍師。松寿丸の父。秀長の調略によって秀吉に臣従した。友人の荒木村重が信長に造反すると翻意するように居城の有岡城まで赴くが捕えられ地下牢に幽閉されてしまう。幽閉から解放されるも脚に障害を負い、その後は杖を使いつつ軍師の職を務める。
黒田長政（くろだ ながまさ）
（松寿丸→黒田長政）
演：清水信一（幼少期：吉田俊博）
官兵衛の嫡男で、人質として羽柴家に預けられる。官兵衛が自分を裏切ったと疑った信長によって処刑を命じられたが、ねねとなかによって尾張中村の寺に匿われた。以後ねねを実の母のように慕う。
毛利輝元（もうり てるもと）
演：入江正徳
中国地方の大大名。
安国寺恵瓊（あんこくじ えけい）
演：内田稔
毛利の外交僧。毛利家代表として秀吉と講和交渉に臨み、備中高松城の開城に応じる。のちに秀吉に仕える。
小西行長（こにし ゆきなが）
演：佐久間崇
加藤清正（かとう きよまさ）
（トラ→虎之助→加藤清正）
演：加藤健一（少年期：芹沢安比沙）
賤ヶ岳の七本槍の一人。秀吉の母なかの従姉妹さだの息子。まだ秀吉が小谷城を攻めていた頃、岐阜から中村に来ていたねねと出会う。秀吉に憧れて武士になりたいと、イチとともになかに頼み込んでいた。そして岐阜へ帰るねねの後をイチとともに着いて行き、根負けしたねねの取りなしで秀吉の家臣となる。後に秀吉配下の猛将として勇名を馳せる。ねねを母のように慕う一方で、石田三成とは仲が悪い。
さだ
演：大友町子
清正の母。なかの従姉妹。
福島正則（ふくしま まさのり）
（イチ→市松→福島正則）
演：三上寛（少年期：南友紀）
賤ヶ岳の七本槍の一人。秀吉の母なかの妹すぎの息子で、秀吉にとっては従弟にあたる。トラ同様、秀吉に憧れ、武士になりたいと、トラと共に岐阜へ戻るねねを後を着いて行った。根負けしたねねの取りなしで秀吉の家臣となる。清正と並び称されるほどの猛将となる。清正と同様にねねを母のように慕う一方で、石田三成とは仲が悪い。
すぎ
演：三戸部スエ
正則の母。なかの妹。
増田長盛（ましだ ながもり）
演：川部修詩
長束正家（なつか まさいえ）
演：村上幹夫
前田玄以（まえだ げんい）
演：山本武
加藤嘉明（かとう よしあき）
演：島村卓志
賤ヶ岳の七本槍の一人。
片桐且元（かたぎり かつもと）
演：岡本信人
賤ヶ岳の七本槍の一人。官僚としての実務の才能があり、後々豊臣家の宿老として淀殿・秀頼親子を支えるが、淀殿からの信任を失い大坂城を退去させられる。
前野兵庫助（まえの ひょうごのすけ）
演：石田英二
大野治長（おおの はるなが）
演：坂東正之助
大蔵卿の息子。若くして近習として豊臣家に仕え、秀頼時代には豊臣家の重臣として実権を握った。
森弥五六（もり やごろく）
演：ガッツ石松
木下藤吉郎配下の足軽。墨俣築城の頃から登場している。嘉助と行動を共にする事が多い。信長が松寿丸の処刑を命じた際は「松寿丸を助けよ」という竹中半兵衛の密命を受けて長浜へ赴いた。秀次事件の後、石田三成暗殺を企てるが失敗。自害して果てた。竹中半兵衛はその後も秀吉から死が語られるだけで登場しない。

### 豊臣家侍女
こほ
演：津島恵子
実在の人物（書状が残る孝蔵主と同一人物とする説がある）。
ねねの侍女で、長浜から仕え始める。貧乏性が身に付いていて中々大名の正室という立場に慣れようとしないねねを根気強く支える。あさひが徳川家康に輿入れした時はあさひに付けられるが、後にあさひとともに秀吉の元に戻る。だが、あさひの死に責任を感じ、ねねの元を去った。
孝蔵主（こうぞうす）
演：南風洋子
こほがあさひに伴い、徳川家へ赴いた後、奥向きを取り締まるために秀吉が付けた筆頭女中。大坂冬の陣では初とともに和睦の使者として活躍するが、城の内堀まで埋められた大坂方から徳川方への内通を疑われたため、ねねの元を去り、以後は徳川方の庇護を受けた。
大蔵卿（おおくらきょう）
演：斎藤美和
茶々の乳母。茶々が懐妊して淀城に入ったのを機に秀吉が呼び寄せ、以後は淀殿と行動を共にする。大野治長の母。
正栄尼
演：東恵美子
家康が征夷大将軍になった頃から登場し、家康を擁護するねねを罵倒する。鐘銘事件の際は大蔵卿とともに駿府に赴くが、家康に体よく騙され片桐且元を非難するなど終始思慮の浅い人物として描かれている。
みつ
演：東てる美
秀吉が侍大将だった頃から密偵として働く女性。ねねと深く関わる。実はキリシタンで清原マリアとは幼なじみ。その関係から本能寺の変後は細川たまの元に出入りする。秀吉がキリスト教を禁教した頃、物語から一時姿を消す。秀頼誕生後ねねに召しだされ、秀次乱行の噂が真実かどうかをふみと森弥五六とともに探った。関ヶ原の戦いの直前、たまを救おうとするが死を決意したたまを翻意させることはできなかった。以後はねねに従い、大坂方の情勢を探るなど最終回まで活躍した。
ふみ
（進之介→ふみ）
演：木原光知子
元浅井家家臣の娘。女であることを隠し、長浜城主となった秀吉に仕え、小姓や於次秀勝、秀次らに剣術指導をする。が、後に女であることが露見し、侍女としてねねに仕えるようになる。女とばれた後もしばらくは男装していた。本能寺の変が勃発してねねら一族が避難する際はみつと共に護衛を務め、落人狩りで襲ってきた浅井残党の野武士たちを撃退した。出家して高台院となったねねにも最終回まで付き従った。

### 織田家中

#### 織田家
織田信長（おだ のぶなが）
演：藤岡弘
秀吉の主君にして尾張の戦国大名、清洲城の城主。本作では従来の英雄像のみならず、組織の上司としての側面が描写されており、ねねと秀吉の結婚祝いに訪れたり、秀吉の浮気に悩むねねを元気づけるなど、人懐っこい性格に設定されている。一方で苛烈な言動は定説通りで、人殺しを嫌う秀吉にとって厳しい主君であるという点が強調された。家臣の統制のために茶器や我が子を利用する冷徹な政略家の面もある。天下人の象徴として安土城を築城、右大臣に任官するなど名実ともに時代の覇者として君臨するが、明智光秀の突然の謀反に斃れる。
お市（おいち）
演：夏目雅子
信長の妹で、当代随一の美貌の持ち主。秀吉の憧れの女性である。浅井長政と政略結婚するが夫婦仲は良好であった。そのため、長政を攻め滅ぼし嫡男万福丸を処刑する役割を務めた秀吉を嫌う。信長死後は秀吉のライバルである柴田勝家と再婚するなど秀吉嫌いを通した。長浜城を手に入れた勝家から長浜に住む事を勧められるが、辛い思い出のある近江には住みたくないと拒否、勝家の居城北ノ庄城に移り住む。
織田信雄（おだ のぶかつ）
演：長塚京三
信長の次男。秀吉の台頭に不満を抱き、家康の元を訪れ秀吉打倒のため共に立ち上がるように懇願する。
織田信孝（おだ のぶたか）
演：役所広司
信長の三男。山崎の戦いにおいて秀吉軍の盟主として擁立される。しかし秀吉が織田家中で台頭してくる事が不満で、お市に勝家と政略結婚するように画策、進言する。

#### 明智家
明智光秀（あけち みつひで）
演：石濱朗
元は足利義昭に仕えていたが、のち織田信長の家臣となる。ねねとは早くから面識があった。織田家重臣として重く用いられていたが、信長によって母を見殺しにせざるを得ない事態が起きて以降、信長への恨みを募らせていく。「信長の下では生きてゆけぬ。討たれる前に討つ」と決意し、本能寺に宿泊していた信長を襲撃、自刃に追い込む。しかし山崎の戦いで秀吉に敗れ、敗走中に落武者狩りの土民の襲撃を受けてあえない最期を遂げる。
光秀の母（みつひでのはは）
演：山川弘乃
波多野秀治の調略のために人質として秀治の居城八上城に送られていたが、信長が秀治を処刑してしまったため報復として殺害される。
明智秀満（あけち ひでみつ）
演：川口啓史
光秀の娘婿で明智家重臣。

#### 前田家
前田利家（まえだ としいえ）
（前田犬千代→前田利家）
演：滝田栄
秀吉の足軽時代からの親友。豊臣政権成立後は重鎮として重きを成し、官位は権大納言、五大老の一員となる。秀吉とねねの間を取り持とうとしたことが縁で、秀吉夫婦と家族ぐるみの付き合いを終生続けることになる。秀吉に出世を追い越されても決して妬むことなく、むしろ周囲と摩擦を起こしがちな彼を心配するなど、今作では「人格者」「律儀者」という点が強調されていた。秀吉が天下を掌握してからも秀吉とねねへの友情は変わることなく、晩年はねねの言葉すら耳を傾けなくなった秀吉を処罰覚悟で叱責したことがあった。
まつ
演：音無美紀子
前田利家の正室でねねの親友。ねねは最初、利家に恋心を抱いていたためねねに対して複雑な思いを抱くが、実直な性格のまつとすぐに打ち解ける。子供がいないことに悩むねねの気持ちを慮り、赤子だった四女の豪姫を二人の養女にするべく差し出した。しかし柴田勝家には同じく三女のまあを養女に出していたため、秀吉と勝家が対立した時には夫共々苦悩することになる。その後もねねとの親交は続き、醍醐の花見では淀と龍子を仲裁する目的で、ねねの次に杯を受けることを申し出、見事仲裁に成功する（第45回）。利家の没後は出家して芳春院（ほうしゅんいん）と称し、前田家存続に腐心し家康の要求に従って江戸に人質として赴いた。
前田利長（まえだ としなが）
演：中田譲治
利家・まつ夫妻の嫡男。父亡き後は家康に従属、母まつを人質として差し出す。後の加賀藩初代藩主。

#### その他
柴田勝家（しばた かついえ）
演：近藤洋介
織田家古参の家臣、筆頭家老。武家官位は修理亮、北ノ庄城城主。信長存命中から秀吉との折り合いが悪く、本能寺の変後はそれが決定的になってしまう。最終的に賤ヶ岳の戦いで秀吉と戦い、敗北を悟ると、部下だった前田利家へ秀吉に下るよう諭し、妻のお市とともに自害した。
丹羽長秀（にわ ながひで）
演：小瀬格
滝川一益（たきがわ かずます）
演：川崎桂
池田恒興（いけだ つねおき）
演：阿部六郎
池田輝政（いけだ てるまさ）
演：内田勝正
森蘭丸（もり らんまる）
演：森下陽
佐久間十蔵（さくま じゅうぞう）
演：遠藤義徳
柴田勝家の家臣。利家の娘まあと婚約する。
毛受勝介（めんじょう かつすけ）
演：坂西良太
毛利新介（もうり しんすけ）
演：小田島瑛
服部小平太（はっとり こへいた）
演：竹田寿郎
武井夕庵（たけい ゆうあん）
演：多田幸男
信長の右筆で、気性の激しい信長を諌める「諍臣」でもある。手取川の戦いの直前に柴田勝家と対立して勝手に戦線を離脱した秀吉に激怒し手討ちにしようとした信長を諌め、蟄居処分に落ち付かせた。

### その他の武将と血縁

#### 徳川家
徳川家康（とくがわ いえやす）
演：フランキー堺
三河の戦国大名で信長の同盟者。武家官位は三河守、後に江戸幕府初代将軍として戦国最後の天下人となる人物。
賤ヶ岳の合戦後から登場。小牧・長久手の戦い以後、秀吉を翻弄。政略結婚で嫁いできたあさひの心中を察し、彼女に優しい言葉をかけ慰め、慈しむ。大政所を人質にしたことを契機に上洛して秀吉に臣従。以後は秀吉を立て、大政所重病を機にあさひを秀吉の元に返したりした。あさひが亡くなるとその哀れな最期を悼んで彼女の居室を保存し、二度と正室は持たないと秀吉に対し宣言した。
秀吉死後、権力闘争を勝ち抜いて天下人となる。身びいきせずに自身の実力を認めてくれるねね（北政所）を常に立てることを忘れず、よき理解者であった。泰平の世のために、自分が作った豊臣家を犠牲にしなければならないねねの心痛を痛いほど察している。
阿茶の局（あちゃのつぼね）
（阿茶→阿茶の局）
演：篠ひろ子
家康の側室。徳川家の奥向きの責任者でもある。
徳川秀忠（とくがわ ひでただ）
演：佐藤佑介（少年期：荻野尋）
家康の嫡男で、のちに江戸幕府2代将軍。少年時代に人質として豊臣家に差し出された事があり、その際ねねに世話になっている。秀吉を烏帽子親として聚楽第で元服した。
小督（おごう）
（ごう→小督）
演：五十嵐淳子（幼少期：清水愛、少女期：髙崎晃子）
浅井長政・お市夫妻の三女で、茶々と初の妹。秀忠の正室。
秀吉の政略結婚政策に翻弄された女性の一人。姉の茶々とは違ってねねとの関係は良好である。
本多正信（ほんだ まさのぶ）
演：神山繁
家康の謀臣。小牧・長久手の戦いの際に、家康の存在感を秀吉に刻み込むためあえて秀吉と戦うべきと家康に進言する。あさひと家康の政略結婚の際は徳川家の窓口として浅野長政と交渉した。
酒井忠次（さかい ただつぐ）
演：小松方正
徳川家筆頭家老。
榊原康政（さかきばら やすまさ）
演：田辺宏章
本多忠勝（ほんだ ただかつ）
演：出光元

#### 浅井家
浅井長政（あざい ながまさ）
演：風間杜夫
近江の大名。織田信長の妹お市を正室に迎える。義弟として信長に信頼されていたが、信長のやり口に疑問を覚えて反逆する。政略結婚ながらお市との夫婦仲は良好だった。居城小谷城を織田軍に包囲され、お市と娘たちを秀吉に託し、自刃した。
万福丸（まんぷくまる）
演：小池満敏
長政の嫡男。お市の産んだ子ではないが我が子同様に育てられていた。浅井家滅亡後に捕えられ信長の命で小六の手によって処刑される。串刺しという残酷な手段での処刑であり、以降お市は小六の主人である秀吉を徹底的に嫌うようになる。
初（はつ）
演：奈良富士子（幼少期：西尾麻里、少女期：真野ゆうこ）
長政・お市夫妻の次女で、京極高次の正室。茶々の妹、小督の次姉。長政の死後に出家し、常高院（じょうこういん）と称する。姉の茶々とは違って、妹の小督と同じくねねとの関係は良好である。

#### 宇喜多家
宇喜多直家（うきた なおいえ）
演：森塚敏
備前の大名。秀吉の調略に応じて織田家に臣従する。忠誠の証しとして一子秀家を人質として差し出す。
ふく
演：倉野章子
直家の正室。直家が亡くなった直後、秀吉の側室となるよう懐柔される。ねねの計らいで出家の道を選び、息子の秀家を羽柴家の養子として差し出した。
宇喜多秀家（うきた ひでいえ）
演：阪本良介（少年期：角田英介）
直家の子。人質として差し出され長浜においてねねに預けられる。直家が亡くなると秀吉の後見の下で宇喜多家の家督を継ぎ、ねねの計らいで同時に秀吉の養子となる。のち秀吉の養女豪姫と結婚、秀吉の女婿として豊臣政権で重きを成すようになり、やがて五大老の一員にまでなる。

#### 細川家
たま
（おたま→たま）
演：岡まゆみ
明智光秀の娘。細川忠興と結婚する。婚儀が決まった際にはねねがお祝いの品を持参して駆け付けた。父光秀が本能寺の変を起こすと謀反人の娘として一時幽閉されるが、後に忠興の嘆願などによって赦免される。後にキリスト教の信仰を得て敬虔なキリシタンとなり洗礼名ガラシャを名乗る。関ヶ原の戦いの直前、石田三成によって人質に取られそうになるが拒否、屋敷に火を放ち少斎の介錯によって没する。
細川藤孝（ほそかわ ふじたか）
演：角野卓造
元は室町幕府の奉公衆で光秀の僚友。光秀と共に信長に鞍替えして仕えていたが、本能寺の変を知ると出家して信長の喪に服し、光秀に付かなかった。
細川忠興（ほそかわ ただおき）
演：谷岡弘規
たまの夫、藤孝の嫡男。光秀謀反の知らせを知り、舅への義理から光秀に味方する事も考えたが、「御恩を蒙った御主君を手に掛けるなど許される道理がない」とたまから返って説得され光秀に付かなかった。たまを守るためにあえて彼女を幽閉する。
清原マリア（きよはら まりあ）
（マリア→清原マリア）
演：桂木梨江
たまに仕える侍女で、みつの幼なじみ。たまをキリシタンへと導いた。
小笠原少斎（おがさわら しょうさい）
演：配役不明
細川家重臣。キリスト教の戒律によって自害できないたまの介錯をした。

#### その他
足利義昭（あしかが よしあき）
演：津村隆
室町幕府15代将軍。信長に擁立され将軍となったが、政治の主導権を巡って信長と争い敗れて追放される。その後は毛利家に亡命しつつ、打倒信長を諦める事なく策略を仕掛ける。
今川義元（いまがわ よしもと）
演：新みのる
波多野秀治（はたの ひではる）
演：林弘造
波多野秀尚（はたの ひでなお）
演：増田昭広
波多野秀香（はたの ひでたか）
演：宮地佳具
別所長治（べっしょ ながはる）
演：久世龍之介
播磨の武将、三木城の城主。秀吉や官兵衛の調略に応じて一旦は織田家へ臣従するが、長浜に戻った秀吉の隙を衝いて裏切る。
松下之綱（まつした ゆきつな）
演：今福将雄
遠江の国衆。秀吉が信長に仕える以前に奉公していた。賤ヶ岳の合戦の後、秀吉に家臣として取り立てられ、かつての恩を忘れずにいてくれたことに感泣する。劇中では老武士として描かれるが史実では秀吉と同年齢である。
伊達政宗（だて まさむね）
演：横光克彦
奥州の大名。秀吉の小田原征伐に遅刻、利休に取りなしを頼んだ。
大沢基康（おおさわ もとやす）
演：横森久
美濃の有力国衆。斎藤家に仕えていたが、秀吉の命懸けの調略によって織田家に寝返る。信長に謁見し臣従を認められた。

### その他
菊亭晴季（きくてい はるすえ）
演：金内吉男
公卿。秀吉に関白への任官を勧める。
千利休（せん の りきゅう）
（千宗易→千利休）
演：内藤武敏
堺の豪商で天下一の茶人。秀吉の命で軍用金の借用の申し込みに来た秀長と会う。「返せねば腹を切って詫びる」と言い切った秀長の人柄に感じ入り、軍用金の用立てを快諾する。以降、秀長との協調関係が生まれる。豊臣家の茶頭であり政権の実力者だが、秀長の死後に秀吉の命で切腹させられる。
津田宗及（つだ そうきゅう）
演：小金井宣夫
堺の豪商で茶人。秀吉が長浜城で主催した茶会に客として招待される。
銭屋宗納（ぜにや しゅうのう）
演：坂本由英
すえ
演：羽鳥靖子
はる
演：舟川紀子
佐兵衛（すけべえ）
演：児玉謙次
清洲の商人
八汐（やしお）
演：北川知絵
きよ
演：藤夏子
のぶ
演：大島揺子
くう
演：新井みよ子
あさ
演：菅原ちね子
ねねと秀吉が岐阜城に住むまで下働きをしていた女性。
みね
演：渡辺紀子
勘造（かんぞう）
演：沢竜二
甚兵衛が身を寄せた猿楽一座の座長。
美代（みよ）
演：大鹿次代
清須城下の足軽の女房。
平吉（へいきち）
演 - 久保晶
金三（きんぞう）
演 - 山崎満
八汐（やしお）
演 - 北川智繪
徳川家侍女。

## スタッフ
- 作：橋田壽賀子
- 音楽：坂田晃一
- 語り：山田誠浩
- 演奏：新室内楽協会（現・新音楽協会）
- テーマ音楽演奏：NHK交響楽団
- 指揮：小松一彦
- 監修：桑田忠親
- 風俗考証：磯目篤郎
- 殺陣：林邦史朗
- 茶道指導・生花：戸田宗安
- 振付：猿若清方
- 指導：猿若清三郎
- 作調：堅田喜三久
- 幸若舞指導：野村万之丞
- 弓術指導：葉山純士郎
- 砲術指導：小橋良夫
- 習字指導：楢崎弥生
- 資料提供：内藤昌
- 演奏：鳳聲晴雄社中
- 能：金春安明
- 制作：伊神幹（第1回～第32回）、澁谷康生（第33回～最終回）
- 美術：田坂光善、岡本忠士、吉保舜三、大鹿文明
- 技術：吉村政明、大森如一
- 効果：上田光生、岩田紀良、今井裕
- 照明：小野寺政義、佐野鉄男、
- カメラ：中村一美、塩谷貞夫、
- 音声：宮永賢一、山崎彰
- 記録・編集：高室晃三郎、那須正尚
- 演出：北嶋隆、宮沢俊樹、富沢正幸、佐藤幹夫、上田信、橘高幸三

## 放送
特記がない限りウェブサイト「NHKクロニクル」の「NHK番組表ヒストリー」で確認。

### 通常放送時間
- NHK総合テレビジョン：毎週日曜 20時00分 - 20時45分
- （再放送）NHK総合テレビジョン：毎週土曜 13時25分 - 14時10分[注釈 10]

### 放送日程
- 第1回は45分拡大で放送。
- 最終回は34分拡大で放送。

| 第1回                                                      | 1月11日  | 出会い         | 北嶋隆   | 32.2% |
| 第2回                                                      | 1月18日  | 足軽女房       | 宮沢俊樹 | 32.3% |
| 第3回                                                      | 1月25日  | 同胞           | 富沢正幸 | 31.8% |
| 第4回                                                      | 2月 1日  | 美濃攻略       | 北嶋隆   | 33.2% |
| 第5回                                                      | 2月 8日  | 墨股築城       | 宮沢俊樹 | 32.9% |
| 第6回                                                      | 2月15日  | 一夜城主       | 富沢正幸 | 34.8% |
| 第7回                                                      | 2月22日  | 上洛への道     | 北嶋隆   | 32.9% |
| 第8回                                                      | 3月 1日  | 小豆袋         | 宮沢俊樹 | 30.8% |
| 第9回                                                      | 3月 8日  | 秀吉生還       | 富沢正幸 | 27.5% |
| 第10回                                                     | 3月15日  | 小谷落城       | 佐藤幹夫 | 30.7% |
| 第11回                                                     | 3月22日  | 筑前守任官     | 宮沢俊樹 | 32.2% |
| 第12回                                                     | 3月29日  | 城主の妻       | 富沢正幸 | 32.1% |
| 第13回                                                     | 4月 5日  | 世継秀勝       | 佐藤幹夫 | 24.0% |
| 第14回                                                     | 4月12日  | 信長の手紙     | 北嶋隆   | 30.2% |
| 第15回                                                     | 4月19日  | 秀長の恋       | 宮沢俊樹 | 33.8% |
| 第16回                                                     | 4月26日  | 秀吉蟄居       | 佐藤幹夫 | 28.9% |
| 第17回                                                     | 5月 3日  | 乙御前の茶釜   | 北嶋隆   | 29.8% |
| 第18回                                                     | 5月10日  | 人質松寿丸     | 宮沢俊樹 | 29.0% |
| 第19回                                                     | 5月17日  | 三木城攻略     | 富沢正幸 | 32.2% |
| 第20回                                                     | 5月24日  | 秀長の祝言     | 北嶋隆   | 32.1% |
| 第21回                                                     | 5月31日  | 本能寺の変     | 宮沢俊樹 | 32.3% |
| 第22回                                                     | 6月 7日  | 長浜の別れ     | 富沢正幸 | 32.9% |
| 第23回                                                     | 6月14日  | 女人悲願       | 北嶋隆   | 36.8% |
| 第24回                                                     | 6月21日  | 北の庄落城     | 宮沢俊樹 | 31.7% |
| 第25回                                                     | 6月28日  | 三姉妹         | 宮沢俊樹 | 30.8% |
| 第26回                                                     | 7月 5日  | 両雄対決       | 富沢正幸 | 33.0% |
| 第27回                                                     | 7月12日  | 東西和睦       | 北嶋隆   | 32.2% |
| 第28回                                                     | 7月19日  | 関白の妻       | 上田信   | 28.7% |
| 第29回                                                     | 7月26日  | お茶々悲恋     | 富沢正幸 | 28.5% |
| 第30回                                                     | 8月 2日  | あさひの別離   | 宮沢俊樹 | 27.2% |
| 第31回                                                     | 8月 9日  | 大政所人質     | 佐藤幹夫 | 29.9% |
| 第32回                                                     | 8月16日  | 家康臣従       | 北嶋隆   | 30.2% |
| 第33回                                                     | 8月23日  | おかかへの手紙 | 橘髙幸三 | 30.4% |
| 第34回                                                     | 8月30日  | 哀しき再会     | 宮沢俊樹 | 31.8% |
| 第35回                                                     | 9月 6日  | お茶々懐妊     | 富沢正幸 | 36.3% |
| 第36回                                                     | 9月13日  | 世継ぎ誕生     | 北嶋隆   | 34.1% |
| 第37回                                                     | 9月20日  | あさひの涙     | 佐藤幹夫 | 31.4% |
| 第38回                                                     | 9月27日  | まんかかさま   | 宮沢俊樹 | 32.6% |
| 第39回                                                     | 10月 4日 | 弟秀長の死     | 富沢正幸 | 31.8% |
| 第40回                                                     | 10月11日 | たらちねの母よ | 上田信   | 34.5% |
| 第41回                                                     | 10月18日 | 秀頼誕生       | 北嶋隆   | 32.2% |
| 第42回                                                     | 10月25日 | 秀次追放       | 宮沢俊樹 | 34.5% |
| 第43回                                                     | 11月 1日 | 母ともの嘆き   | 上田信   | 32.5% |
| 第44回                                                     | 11月 8日 | 最期の別れ     | 佐藤幹夫 | 32.5% |
| 第45回                                                     | 11月15日 | 秀吉死す       | 富沢正幸 | 33.8% |
| 第46回                                                     | 11月22日 | おかか悲願     | 宮沢俊樹 | 30.4% |
| 第47回                                                     | 11月29日 | 関ヶ原前夜     | 佐藤幹夫 | 32.9% |
| 第48回                                                     | 12月 6日 | 豊臣家の岐路   | 富沢正幸 | 32.3% |
| 第49回                                                     | 12月13日 | 天下の行方     | 北嶋隆   | 29.9% |
| 最終回                                                     | 12月20日 | 平和への道     | 宮沢俊樹 | 35.0% |
| 平均視聴率 31.8%（視聴率は関東地区・ビデオリサーチ社調べ） |          |                |          |       |

### 総集編
| 放送回 | 放送日   | 題         | 放送時間    |
| ------ | -------- | ---------- | ----------- |
| 第1回  | 12月21日 | 足軽女房   | 22:15-23:35 |
| 第2回  | 12月22日 | 城主の妻   | 22:15-23:35 |
| 第3回  | 12月23日 | 女人悲願   | 22:15-23:35 |
| 第4回  | 12月24日 | 両雄対決   | 22:15-23:35 |
| 第5回  | 12月25日 | 平和への道 | 22:15-23:35 |

再放送
2022年4月3日(日)からBSプレミアムで全50回を再放送予定。

## 登場人物の名称盗用問題
秀吉の妹・あさひの最初の夫副田甚兵衛の本名を「嘉助」としているが、これは放送に先だって連載されていた杉本苑子の『北政所お寧々』（後に『影の系譜』と改題して刊行）から無許可で流用されたものであった。連載を書くにあたり、主要登場人物の名前を調査したが不明に終わった杉本が、小説上の設定として「嘉助」と名付けた。本人曰く「フィクションの名」である。しかし『おんな太閤記』スタッフが実名と思い込んでドラマに採用し、『ドラマ・ストーリーおんな太閤記』に記載してしまった。
2つの作品が共通の名前を使うことにより、「フィクションの名」が事実として誤認されることを危惧した杉本は、当時面識のあった橋田壽賀子に、それぞれの立場から命名についての注意書きを活字にしておこうと申し入れた。しかし番組チーフプロデューサー伊神幹がNHK側のミスであり、橋田に責任はないとして謝罪し、著作権侵害に対する金銭的賠償を提示した。杉本側は、問題は著作権侵害ではなく、フィクションが史実として定着しかねない危険とそれを防ぐことだとして、これを拒否した。
日本文芸著作権保護同盟事務局長・夏目裕をオブザーバーに迎え、杉本・伊神との三者会合の結果、三者がそれぞれの立場から「嘉助の名はフィクションである」旨の一文を掲載・告知することが決定した。伊神幹の名では1981年5月11日付の「毎日新聞」夕刊文化面に（日本放送出版協会刊『放送文化』7月号、著作権保護同盟『同盟ニュース No.78』）、杉本は『北政所お寧々』（『影の系譜』と改題）のあとがきに、それぞれ同様の内容を掲載した。
また活字媒体、『ドラマ・ストーリーおんな太閤記』、橋田壽賀子作『小説・おんな太閤記』に掲載されていた「嘉助」の名は急遽削除され、すべて「副田甚兵衛」と書き換えられた。総集編のクレジットも、まだ「嘉助」と呼ばれていた第一回から「副田甚兵衛」と表記されている。
一連の事件については『影の系譜』あとがきに詳しい。

## 関連商品

### NHK大河ドラマストーリー
- 橋田壽賀子『おんな太閤記 : 大河ドラマ小説 上』日本放送出版協会、1981年4月20日。
- 橋田壽賀子『おんな太閤記 : 大河ドラマ小説 下』日本放送出版協会、1981年10月1日。

### VHS
- おんな太閤記 総集編（全5巻）

### DVD
- おんな太閤記 総集編（全3巻）
- おんな太閤記 完全版（全2集、全7巻、13枚組）

## 派生作品

### 舞台
2007年（平成19年）6月4日から6月26日まで、脚本橋田壽賀子、演出石井ふく子で新橋演舞場を会場に「おんな太閤記－あさひの巻－」が上演された。主人公のあさひ役はテレビ版と同じく泉ピン子が担当したが、それ以外は全て異なる配役となっている。
- あさひ：泉ピン子
- 豊臣秀吉：渡辺徹
- ねね：中田喜子
- なか：淡島千景
- 彦兵衛：斉藤暁
- 徳川家康：橋爪淳
- 阿茶：波乃久里子
- こほ：京野ことみ
- 副田甚兵衛：村田雄浩

### リメイク作品
2009年の「新春ワイド時代劇」（テレビ東京）にて、金子成人脚本によるリメイク作品『寧々〜おんな太閤記』が放送された（主演仲間由紀恵）。